# Drone
Drone – gatunek minimalistycznej muzyki, kładący nacisk na długie i powtarzające się dźwięki przypominające burdony, skupiając się na barwie dźwięku i harmonii, zamiast na melodii. Gatunek ten jest podobny do ambientu, jednak zazwyczaj korzysta z większej liczby tradycyjnych instrumentów, takich jak skrzypce, gitary czy pianino. W  muzyce indyjskiej do grania drone wykorzystuje się tanpurę i shruti box. 